# Uppblockning
Uppblockning är en term i bergmekanik och i gruvdrift, som betecknar ras av bergblock från taket i ett utsprängt hålrum, till följd av spänningar som uppkommit i berget efter det att bergmassa avlägsnats vid underjordsbrytning. Taket i ett utsprängd hålrumm utsätts för spänningar, som förr eller senare leder till sprickor, vilka i sin tur åstadkommer uppblockning. 
I modern underjordsbrytning används ofta brytningsmetoden skivrasbrytning, vilket innebär i första skedet att en framkallad uppblockning sker genom att malm och bergmassa förmås rasa ned i produktionsorten. När all brytvärd malm har lastats ut, rasar en del sidoberg ned. Därefter sker efter hand en naturlig uppblockning i hålrummet djupt ner i berget. Efter hand som tiden går, rasar taket ned och spänningarna och uppblockningen sprider sig uppåt. I takt med att skivrasbrytningen går nedåt, kommer takskivan därmed successivt att blocka upp. Till slut når processen så långt att den slutliga takskivan i marknivå också kollapsar. Detta kan ta tid: berget ovanför Fabianmalmen i Malmberget var 250 meter tjockt i mitten av 1980-talet, och först 2012 uppstod slukhålet Fabiangropen.
Att mer exakt bedöma framtida utbredning av markdeformation, som orsakas av modern gruvbrytning på stora djup, är inte helt lätt. För att prognosticera utbredningen av markdeformationer som funktion av en framtida planerad brytning används en empirisk metodik, vilken är avhängig av tidigare observationer och data. Samtidigt saknas data för skivrasbrytning på 1 000 meters djup eller djupare, vilket gör långsiktiga förhandsbedömningar i Malmfälten osäker på nuvarande stadium.